# Johann Georg Buchinger
Johann Georg Buchinger (Nagyszeben, 1789. április 5. – Nagyapold, 1848 augusztusa) erdélyi szász evangélikus lelkész.

## Élete
A gimnáziumot szülővárosában végezte, és 1809-ben a lipcsei egyetemre ment. Egy év mulva hazájába visszatért, és a nagyszebeni gimnáziumnál lett tanár, 1821-től igazgató. 1830. december 18-tól Feleken, 1836. április 2-től Nagyapoldon lett lelkész. Erőteljes prédikációival és az iskola szigorú vezetésével járult hozzá a falu szellemi épüléséhez. Az ő lelkészsége idején, 1838-ban szentelték fel az új templomot. Végrendeletében alapítványt tett a szegénysorsú tanulók támogatására.

## Munkái
- De methodorum philosophandi inatura. Cibini, 1814.
- De divisionis per divisores tautogrammos compendio. Uo. 1829.
- Meletematum mathematicarum fasc. I. Uo. 1830.
- Trauerrede und Elegie auf den Tod Weiland Seiner.... Sr. k. k. Apost. Majestät des Kaisers von Oesterr, und Grossfürsten von Siebenbürgen Franz des Ersten. Uo. 1835.

Molnár latin grammatikájának újabb, általa javított kiadását 1828-ban jelentette meg a szebeni iskolák számára.